# Туркестанска област
 Тази статия е за областта на Казахстан.  За областта в Руската империя вижте Туркестанска област (Руска империя).  
Туркестанска област (на казахски: Түркістан облысы; на руски: Туркестанская область, до 2018 г. Южноказахстанска област) е една от 14-те области на Казахстан. Площ 116 086 km² (13-о място по големина в Казахстан, 4,3% от нейната площ, без площта на град Шъмкент). Население на 1 януари 2019 г. 1 983 967 души (2-ро място по население в Казахстан, 10,74% от нейното население, без населението на град Шъмкент). Административен център на областта е град Туркестан. Разстоянието от столицата Астана до Туркестан 1403 km.

## Историческа справка
Туркестанска област е образувана на 10 март 1932 г. под името Южноказахстанска област (Оңтүстік Қазақстан облысы, Южно-Казахстанская область). В периода 1962 - 1997 г. се нарича Чимкентска област, по името на областния център град Чимкент, след което отново е върнато старото название Южноказахстанска област. На 19 юни 2018 г. с указ на президента на Казахстан е преименувана на Туркестанска област, а нейният административен център е преместен от град Шъмкент в град Туркестан. Бившият областен център Шъмкент е отделен от състава на новата Туркестанска област и получава статут на град от републиканско значение. Двата града Шъмкент и Туркестан са най-старите градове в областта, като първите официални сведения за тях се появяват съответно през 12-ти и 15 век. Останалите 6 града в областта са признати за такива по време на съветската власт в периода от 1945 г. (Ленгер) до 1969 г. (Жетисай).

## Географска характеристика
Туркестанска област се намира в южната част на Казахстан. На юг и югозапад граничи с Ташкентска, Сърдаринска, Джизакска и Навойска област на Узбекистан, на запад – с Къзълординска област, на север – с Карагандинска област и на изток – с Жамбълска област. В тези си граници заема площ от 116 086 km² (13-о място по големина в Казахстан, 4,3% от нейната площ, без територията на град Шъмкент). Дължина от север на юг 580 km, ширина от сзапад на изток 400 km.
Туркестанска област е разположена в източната част на Туранската низина и западните разклонения на планината Тяншан. По-голямата част от областта представлява слабо хълмиста равнина, с височина 200 – 300 m, заета на югозапад от пясъците на пустинята Къзълкум, а на север – от пясъците на пустинята Мойънкум. Крайните южни части на областта са заети от полупустинната област Гладна степ, а крайните северни – от пустинята Бетпак Дала. В централната част, от югоизток на северозапад се простира хребета Каратау (крайно северозападно разклонение на Тяншан, връх Бесаз 2176 m). На югоизток са разположени хребетите на Западен Тяншан – Таласки Алатау (западната му част), Каржантау (2824 m) и Угамски (4238 m, 42°08′16″ с. ш. 70°28′51″ и. д. / 42.137778° с. ш. 70.480833° и. д.).
Климатът на областта е рязко континентален, засушлив, със сравнително топла, краткотрайна и почти безснежна зима, с чести затопляния и дъждове и продължително горещо и сухо лято. Средна януарска температура от -11 °C на север до -2 °C на юг, средна юлска температура 26 – 29 °C на север и югозапад и 19 – 25 °C на югоизток. Годишната сума на валежите е около 100 mm в пустинята Бетпак Дала, в равнините на югозапад – от 100 до 400 mm, като силно се колебае през отделните години, на югоизток – в предпланинските части 400 – 800 mm, а в планините до 1000 mm и повече. Продължителността на вегетационния период (минимална денонощна температура 5 °C) е от 230 денонощия в планинските части до 320 денонощия в равнинните райони.
Най-голямата река е Сърдаря, пресичаща областта от юг на северозапад с притоците си Келес, Курукелес, Арис и др., които се стичат от планините и водите им широко се използват за напояване. На Сърдаря е изградено голямото Шардаринско водохранилище и действат няколко големи иригационни канали Жетисайски (в Гладната степ), Ариски, Туркестански (с Бугунското водохранилище) и др. През северната част на областта протича долното течение на река Чу, водите на която се губят в пустинята Мойънкум, и, която през лятото пресъхва на отделни участъци. В заливната тераса на Сърдаря има много малки сладководни, а около долното течение на Чу – солени (Акжайкън и др.) езера.
В равнините преобладават пустините с пясъчни, кафяви и сивокафяви почви заети от тревисто-пелинова и солянкова растителност, с малки участъци от черен и бял саксаул, тамарикс и други храсти. По долините на Сърдаря и Чу са развити ливадни, често засолени почви, обрасли с тръстика и малки горички от върба и туранга. В планините са представени почти всички височинни пояси – от пустините в подножието, до алпийските пасища и ледниците, с постепенната смяна на почвената покривка от планинско-степни сиви, канелени, и черноземни почви през планинските кафяви и сивокафявите до планинско-ливадните почви. Пустините се обитават от гризачи (лалугер, пясъчник, пустинна мишка, змии, костенурки, гущери); планините – планински козел (тау-теке), планински овен (архар), барс, мечка, планински орел; долините на реките – вълк, лисица, хермелин, пор, глиган, фазан; езерата – диви гъски и патки.

## Население
На 1 януари 2019 г. населението на Туркестанска област област е наброявало 1 983 967 души (10,741% от населението на Казахстан, без населението на град Шъмкент). Гъстота 317,09 души/km². Етнически състав: казахи 76,02%, узбеки 16,97%, таджики 1,86%, руснаци 1,79%, азербайджанци 0,93%, турци 0,83% и др.

## Административно-териториално деление
В административно-териториално отношение Туркестанска област се дели на 13 административни района, 7 града, в т.ч. 3 града с областно подчинение и 4 град с районно подчинение и 7 селища от градски тип.
| Административна единица    | Площ (km²) | Население (2019 г.) | Административен център | Население (2019 г.) | Разстояние до Туркестан (в km) | Други градове и сгт с районно подчинение |
| -------------------------- | ---------- | ------------------- | ---------------------- | ------------------- | ------------------------------ | ---------------------------------------- |
| Град с областно подчинение |            |                     |                        |                     |                                |                                          |
| 12. Шъмкент                |            |                     | гр. Шъмкент            |                     |                                |                                          |
| 13. Аръс                   | 7654       | ?                   | гр. Аръс               | 74 252              | 155                            |                                          |
| 14. Кентау                 | 7745       | ?                   | гр. Кентау             | 204 796             | 45                             |                                          |
| 15. Туркестан              | 196        | 165 743             | гр. Туркестан          | 165 743             | -                              |                                          |
| Административен район      |            |                     |                        |                     |                                |                                          |
| 1.Байдибекски район        | 7233       | 54 033              | с. Шаян                | 8165                | 137                            |                                          |
| 2.Казъгуртски район        | 4031       | 106 479             | с. Казъгурт            | 11 160              | 241                            |                                          |
| 3.Мактааралски район       | 808        | 132 538             | сгт Мирзакент          | 13 339              | 427                            | Атакент                                  |
| 4.Ордабасински район       | 2594       | 119 541             | с. Темирлановка        | 10 420              | 126                            |                                          |
| 5.Отрарски район           | 16 758     | 54 050              | с. Шаулдер             | 7462                | 118                            |                                          |
| 6.Сайрамски район          | 1148       | 210 782             | с. Аксукент            | 23 846              | 199                            |                                          |
| 7.Саръагашки район         | 4171       | 187 088             | гр. Саръагаш           | 30 146              | 383                            | Коктерек                                 |
| 8.Сузакски район           | 41 049     | 61 679              | с. Шолакорган          | 12 117              | 88                             | Къзъмшек, Таукент                        |
| 9.Толебийски район         | 3064       | 118 224             | гр. Ленгер             | 23 756              | 210                            |                                          |
| 10.Тулкибаски район        | 2275       | 111 701             | с. Турар Ръскулов      | 17 958              | 250                            | Састобе, Тулкибас                        |
| 11.Шардарински район       | 12 872     | 78 304              | гр. Шардара            | 28 209              | 462                            |                                          |
| 16.Жетисайски район        | 1046       | 171 150             | гр. Жетисай            | 23 650              | 404                            |                                          |
| 17.Келески район           | 3451       | 142 081             | с. Абай                | 21 356              | 414                            |                                          |